# Kenwood (entreprise)
Pour les articles homonymes, voir Kenwood.
Kenwood Corporation (株式会社ケンウッド, Kabushiki-gaisha Ken’uddo) (TSE : 6765) est une entreprise britannico-japonaise d'électronique grand public spécialisée dans le matériel de radiocommunication, les autoradios et la hi-fi.

## Histoire
Kenwood fusionne avec JVC le 1er janvier 2008 pour former JVC-Kenwood.

## Galerie

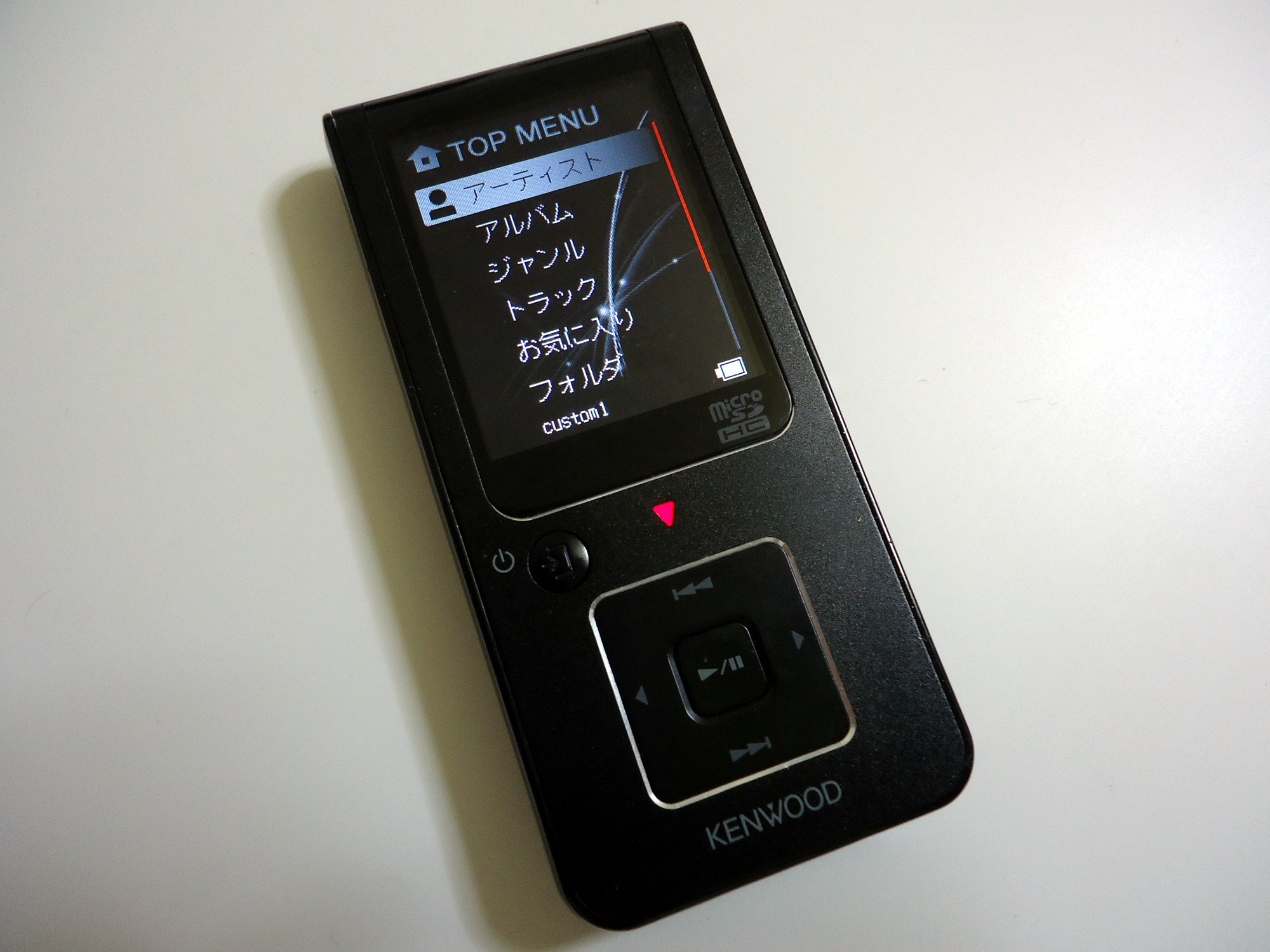
KENWOOD_MEDIA_keg_MG-F508
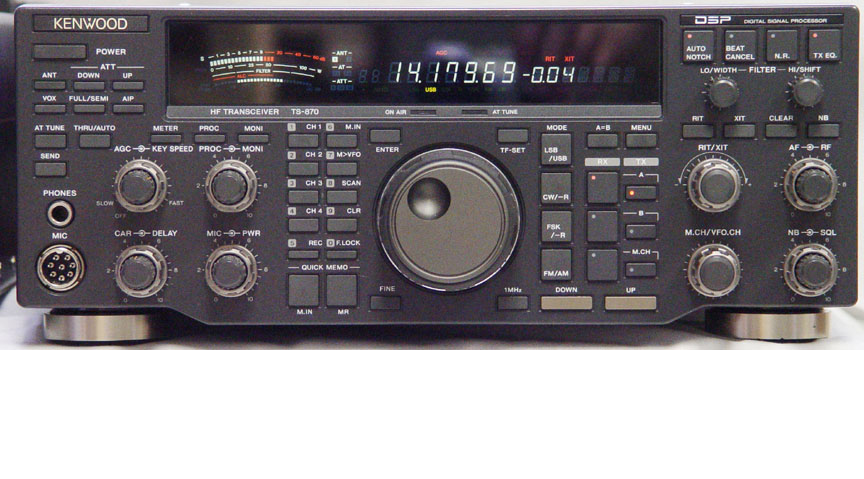
Emetteur-récepteur Kenwood 870s
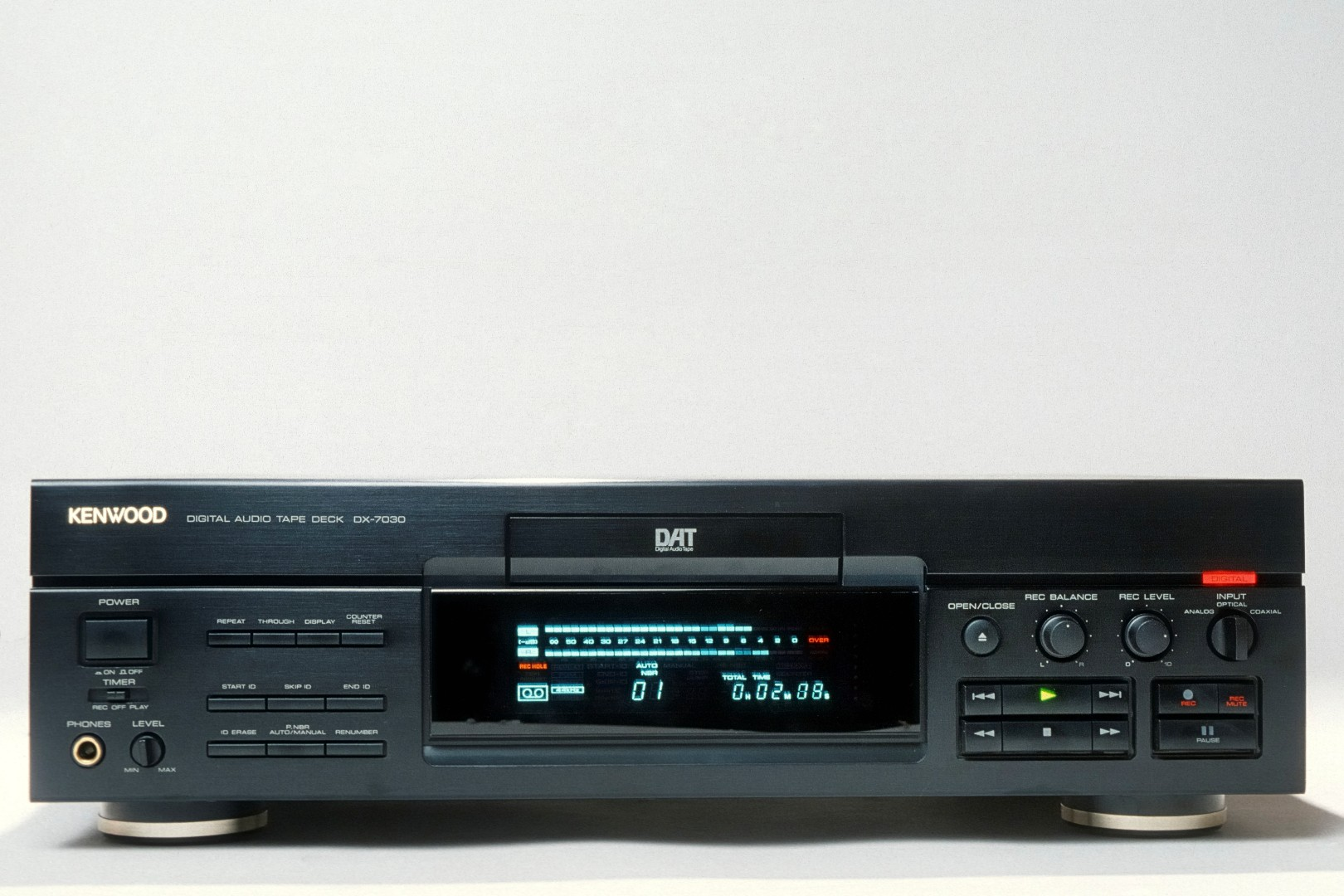
Platine DAT haute fidélité Kenwood

## Particularité
Kenwood a un homonyme, l'entreprise britannique Kenwood Appliances, connue pour ses appareils ménagers électriques. La différenciation entre les deux entreprises peut se faire sur le logo : le « K » de Kenwood Appliances étant une lettre stylisée coloriée en rouge.